# Dinetus decorus
Dinetus decorus là một loài thực vật có hoa trong họ Bìm bìm. Loài này được (W.W. Sm.) Staples mô tả khoa học đầu tiên năm 1993.